# Tul·li Valentí
Tul·li Valentí (en llatí Tullius Valentinus) va ser un cap tribal dels trèvers.
Va intentar persuadir als gals d'unir-se a la revolta de Juli Civilis i de Juli Clàssic l'any 70, però no ho va aconseguir per l'oposició de Tiberius Iulius Pollienus Auspex i els rems (remi) i només va aconseguir el suport de trèvers i lingons. Es va esforçar més en convèncer-los mitjançant arengues que no pas fent els adequats preparatius militars.
Quan Quint Petili Cerealis va creuar els Alps, es va unir amb Juli Tutor i va tractar de resistir. En la seva absència, dues legions que s'havien rendit a Clàssic a Movesium i Bonna feia algun temps, i havien fet jurament a l'Imperi Gal, es van dirigir en direcció a la capital dels trèvers i a la seva rodalia es van declarar a favor de Vespasià. A la tornada de Valentí acompanyat de Tutor, es van haver de retirar als territoris dels mediomàtrics. Els trèvers seguien revoltats i Valentí i Tutor van fer matar Herenni i Numisi, els legats de les dues legions.
Cerealis els va atacar des de Magontiacum (Magúncia) a la seva posició a Rigodulum, i va entrar a Trèveris on va perdonar a les dues legions i als trèvers i lingons que es van sotmetre. Valentí va ser fet presoner a Rigodulum i enviat a Itàlia i pel camí entregat a Licini Mucià i Domicià que anaven en suport de Cerealis. Va ser condemnat a mort i executat. Mentre estava esperant la sentència algú es va burlar de les desgràcies del seu poble, i va contestar que acceptava la mort perquè això seria un consol per a ells.